# Feststellungsvertrag
Ein Feststellungsvertrag bedeutet das Anerkenntnis einer vertraglichen Verpflichtung, ohne dass neben einer bereits bestehenden Verbindlichkeit ein neuer Schuldgrund geschaffen werden soll.
Im Rahmen der durch § 311 Abs. 1 BGB gewährten Vertragsfreiheit werden durch diesen Vertragstyp Schuldanerkenntnisse erfasst, die im Gegensatz zu den konstitutiven Schuldanerkenntnissen nach §§ 780 bis 782 BGB rein deklaratorischer, also bestätigender Natur sind.

## Besonderheiten
Die Rechtsliteratur spricht in diesem Zusammenhang häufig von „kausalen“ beziehungsweise „einseitig abstrakten“ Schuldanerkenntnissen. Die Rechtsprechung hat dem Konstrukt bisher kaum Raum geboten. Zumeist fehlt es am Rechtsbindungswillen, der durch Auslegung zu ermitteln ist. Meist sind in Rede stehende Anerkenntnisse lediglich Indizien für eine Beweislastumkehr oder einen Einwendungsverzicht, sofern das Konstrukt nicht überhaupt abgelehnt wird.
Beispiel: Der alkoholisierte A ist verschuldet in einen Verkehrsunfall mit B verwickelt. Aus Sorge, dass die von B möglicherweise hinzugezogene Polizei gegen ihn wegen Trunkenheit im Straßenverkehr ermitteln würde, räumt er gegenüber B seine Alleinschuld ein. Er beteuert, dass er für den gesamten Schaden aufkäme.
Läge der Fall so, dass neben den Schadensersatzanspruch ein zusätzlicher Schuldgrund treten soll, handelte es sich um einen Fall des Schuldanerkenntnisses, wenn dieses im Sinne des § 781 BGB schriftlich erteilt ist. Ob B sich auf die Angaben des A in der Situation überhaupt verlassen kann und mit der bloßen Erklärung überhaupt volle Rechtsbindung erzeugt werden soll, dürfte in den meisten Fällen fraglich sein. Der Bundesgerichtshof leitet daraus ab, dass regelmäßig allein beweisrechtliche Folgen beabsichtigt sind.
Fehlt bei einem Schuldversprechen oder Schuldanerkenntnis die causa (Rechtsgrund), so ist es als abstraktes Rechtsgeschäft gemäß § 812 Abs. 2 BGB ausdrücklich kondizierbar. Das deklaratorische, schuldbestätigende Anerkenntnis ist hingegen kausal, bedarf daher keiner weiteren causa mehr, um kondiktionsfest zu sein.